# Adolf Keller (Theologe)
Adolf Keller (* 7. Februar 1872 in Rüdlingen; † 10. Februar 1963 in Los Angeles, heimatberechtigt in Rüdlingen) war ein Schweizer evangelisch-reformierter Theologe.

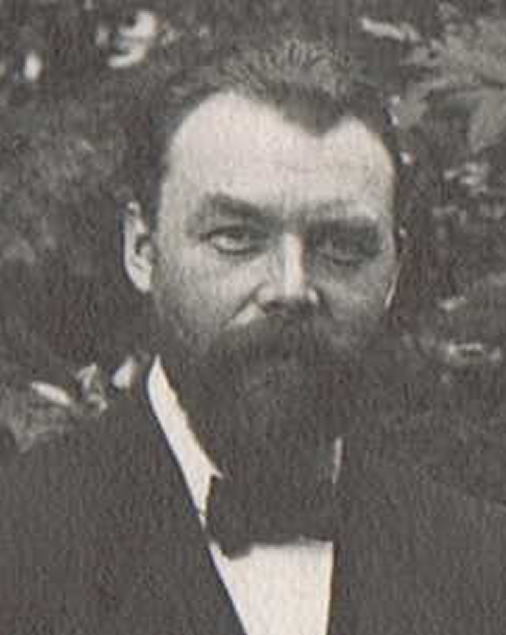
Adolf Keller, 1912

## Leben
Adolf Keller kam am 7. Februar 1872 in Rüdlingen als Sohn des Lehrers Johann Georg Keller und der Margaretha geborene Buchter zur Welt. Keller, der das Gymnasium in Schaffhausen besuchte, nahm das Studium der Theologie in Basel und Berlin, unter anderem bei Adolf von Harnack und Adolf Schlatter, auf. Zusätzlich belegte er die Studien Philosophie, Kunstgeschichte sowie später Psychologie in Genf.
Nach seiner Ordination im Jahr 1896 war Adolf Keller als Hilfspfarrer in der deutsch-evangelischen Gemeinde in Kairo tätig. Im Jahr 1899 wurde er nach seiner Rückkehr in die Schweiz als Pfarrer in Burg bei Stein am Rhein gewählt. Im Anschluss wurde Keller 1904 zum Pfarrer der Deutschschweizer Gemeinde in Genf bestellt. Zu einem seiner Vikare zählte dort Karl Barth. Sein letztes Pfarramt versah Keller zwischen 1909 und seinem Rücktritt im Jahr 1923 in St. Peter in Zürich. Hier schloss er sich an Carl Gustav Jung an, hielt Vorträge in dessen Psychologischem Club und übernahm auch selbst Analysen. Daneben galt sein Engagement während des Ersten Weltkriegs dem Frieden sowie dem Zusammenhalt der Schweiz.
In weiterer Folge war Adolf Keller eine treibende Kraft der Ökumenischen Bewegung und in seiner Funktion als zweiter Generalsekretär der Bewegung für Praktisches Christentum (Life and Work) Leiter des im Jahr 1926 gegründeten Internationalen Sozialwissenschaftlichen Instituts, assoziiert mit dem Übernamen Weltadolf. Zudem nahm Keller bis 1941 als erster und deutschsprachiger Sekretär des im Jahre 1920 gegründeten Schweizerischen Evangelischen Kirchenbundes eine Schlüsselstellung ein zwischen den reformierten Kirchen der Schweiz und den protestantischen, anglikanischen und orthodoxen Kirchen des Auslandes. Überdies fungierte Keller bis 1945 als Generalsekretär der im Jahr 1922 gegründeten Europäischen Zentralstelle für kirchliche Hilfsaktionen, die sich dem Wiederaufbau Europas sowie russischen, armenischen, aus der assyrischen Kirche stammenden und «nicht-arischen» Flüchtlingen widmete.
Darüber hinaus wirkte Keller als Initiant der ersten internationalen protestantischen Darlehensgenossenschaft, hielt Vorträge im Ausland, vor allem in den USA, und lehrte seit 1926 beziehungsweise 1929 als Dozent für ökumenische Fragen an den Universitäten Zürich und Genf. Das von Keller 1934 gegründete Ökumenische Seminar war der Vorläufer des Ökumenischen Instituts Bossey. Ferner präsidierte er zwischen 1938 und 1941 das Schweizerische kirchliche Hilfskomitee für evangelische Flüchtlinge.
Ab 1919 stand Keller unter dem Einfluss der Dialektischen Theologie. Angesichts des Kirchenkampfes ergriff er Partei für die Bekennende Kirche. 
Der vielseitig interessierte Adolf Keller hinterliess ein reiches literarisches Werk. Neben Veröffentlichungen zur ökumenischen Bewegung umfasst es unter anderem auch eine Einführung in die Philosophie Henri Bergsons, Beiträge zum Verhältnis von Psychoanalyse und Christentum sowie mehrere Bände, in denen «weltliche Andachten» gesammelt sind. In verschiedenen Publikationen bemühte er sich, deutschsprachige und angelsächsische Theologie und Kirchenwelt einander näher zu bringen.  
Für sein Wirken erhielt er zahlreiche Ehrungen, darunter Ehrendoktorate (u. a. Universität Genf 1922; Yale University 1927) und -professuren in den USA und in Europa.
Adolf Keller emigrierte 1954 in die Vereinigten Staaten, nach Evanston in Kalifornien. Er war verheiratet mit Tina Keller, geborene Jenny. Adolf Keller verstarb am 10. Februar 1963 drei Tage nach Vollendung seines 91. Lebensjahres in Los Angeles. Sein Grab befindet sich im Forest Lawn Memorial Park (Hollywood Hills).

## Schriften (Auswahl)
- Eine Philosophie des Lebens (Henri Bergson). Diederichs, Jena 1914.
- Dynamis. Formen und Kräfte des amerikanischen Protestantismus. Mohr, Tübingen 1921.
- Die Kirchen und der Friede mit besonderer Berücksichtigung ihrer Stellung zum Völkerbund. Furche, Berlin 1927.
- Auf der Schwelle. Einsichten und Ausblicke in die tiefere Wirklichkeit. Wanderer-Verlag, Zürich 1929.
- Der Weg der dialektischen Theologie durch die kirchliche Welt. Eine kleine Kirchenkunde der Gegenwart. Kaiser, München 1931.
- Vom Unbekannten Gott. Not und Hoffnung der Gegenwart. Wanderer-Verlag, Zürich; Klotz, Gotha 1933.
- Von Geist und Liebe. Ein Bilderbuch aus dem Leben. Wanderer-Verlag, Zürich; Klotz, Gotha 1937.
- Am Fuße des Leuchtturms. Wanderer-Verlag, Zürich 1940.
- Amerikanisches Christentum – heute. Evangelischer Verlag, Zollikon/Zürich 1943.